# Buchnera congoensis
Buchnera congoensis är en snyltrotsväxtart som beskrevs av Spencer Le Marchant Moore. Buchnera congoensis ingår i släktet Buchnera och familjen snyltrotsväxter. Inga underarter finns listade i Catalogue of Life.